# Rääsolaane
Koordinaten: 58° 1′ N, 27° 31′ O
Rääsolaane ist ein Dorf (estnisch küla) im Südosten Estlands. Es gehört zur Landgemeinde Setomaa im Kreis Võru (bis 2017 Mikitamäe im Kreis Põlva).
Das Dorf hat zwölf Einwohner (Stand 31. Dezember 2011). Westlich des Dorfkerns fließt der Fluss Mädajõgi.

## Geschichte
Der Ort wurde erstmals im Jahr 1680 urkundlich erwähnt. Seit 1882 ist die Existenz einer orthodoxen Dorfkapelle (setukesisch tsässon) nachgewiesen. Sie ist dem Propheten Elija geweiht. 